# کوهووالا
کوهووالا (به لاتین: Kohuwala) یک منطقهٔ مسکونی در سری‌لانکا است که در ناحیه کلمبو واقع شده‌است.